# Bourbach-le-Bas

Bourbach-le-Bas este o comună în departamentul Haut-Rhin din estul Franței. În 2009 avea o populație de 620 de locuitori.

## Evoluția populației
| An        | 1975 | 1982 | 1990 | 1999 | 2006 | 2009 |
| --------- | ---- | ---- | ---- | ---- | ---- | ---- |
| Populație | 490  | 487  | 508  | 563  | 625  | 620  |